# Andrzej Kamiński (zm. 1696)
Andrzej Kamiński herbu Prawdzic (zm. 18 lipca 1696 roku) – cześnik brasławski w latach 1674–1696.
Był wyznawcą kalwinizmu. Żonaty z Konstancją Wereszczakówną.
W 1674 roku był elektorem Jana III Sobieskiego z powiatu oszmiańskiego.